# ジャック・アイアンズ
ジャック・スティーヴン・アイアンズ（Jack Steven Irons、1962年7月18日 - ）は、アメリカ合衆国のミュージシャン。レッド・ホット・チリ・ペッパーズ結成時のドラマーとして知られ、その後もパール・ジャムを始めとする様々なバンドで演奏する。

## 人物
ロサンゼルスのユダヤ系の家庭に生まれ育つ。食卓のフォークやスプーンなどの食器をドラムスティックに見立て、ラジオの曲に合わせてドラムを叩く真似をしながら育った。アイアンズは両親にドラムセットを購入してもらい、ドラムレッスンに通い始める。高校時代の友人であるアンソニー・キーディス、ヒレル・スロヴァクらと1983年にレッド・ホット・チリ・ペッパーズの前身バンドChain Reactionを結成。バンドは名前を度々変更しWhat Is Thisに落ち着く。同年に脱退するが1986年から1988年まで復帰し3rdアルバム『ジ・アップリフト・モフォ・パーティ・プラン』のレコーディングに参加した。その後はパールジャムに参加し1994年から1998年まで在籍、アルバム『バイタロジー』『ノー・コード』『イールド』の制作に関わった。その後も多くのバンドやアーティストと共に活動を続けている。